# Mátyásföldi repülőtér
A mátyásföldi repülőtér Budapest térségében az első nemzetközi kereskedelmi légiforgalmi repülőállomás volt (1922–1937 között). Magyarország harmadikként létesített repülőtereként (1916-ban), majd pedig az első közforgalmi légikikötőként (1926–1937) is üzemelt.
1916-ban a Magyar Általános Gépgyár által gyártott repülők üzemi berepüléseinek céljából épült. A repülőgépgyártás visszaszorultával a gyár melletti területet majd egy évtizeden át bérbe adták. 1926-tól a magyar állam tulajdona lett, az 1930-as évek végétől a Magyar Honvédség, az 1950-es évek második felétől a szovjet hadsereg birtokolta, majd az 1990-es évektől – bár addigra az északi felén jelentősen beépült – a XVI. kerületi önkormányzathoz került. A modern repülés követelményeinek már az 1930-as években sem felelt meg. A többnyire hobbi célú légiforgalom a modellrepülők formájában és kisebb légibemutatók alkalmával még a 21. században is rendszeres. Ekkor már elsősorban lakossági igényeket szolgál: kutyasétáltatásra, a közeli lovardák lovaglásra, legeltetésre, kaszálóként használják, illetve íjászásra, madarászásra stb...

## Elhelyezkedése, területe
Bár mind a Magyar Általános Gépgyár (MÁG) üzeme, mind a repülőtér területe – Mátyásföld 1933-as önállósodását követően is – egészen 1950-ig Cinkota közigazgatásához tartozott, mégis mindenhol mátyásföldiként említik.
Mátyásföld határában fekszik, az ó-mátyásföldi villatelep déli szélével határos. Tengerszint feletti magasságát 1927-ben 146 méterben határozták meg. Nyugati szélének északi harmadát határolták a Magyar Általános Gépgyár épületei (39 méter magas víztoronnyal és egy 30 méteres kéménnyel kb. 10 katasztrális holdnyi beépített terület), mely mellett az 1940-es évektől kezdve nyugatra, majd a repülőtér területén keletre és délre számos ipari létesítmény (épületek, iparvágány) és laktanya (később az Újszász utca 45/b megnevezésű lakótelep), iskola is létesült.
1950-től Budapest XVI. kerületében Mátyásföld része. A repülőtér nyugati határa a kerületrész és Sashalom határa is egyben. Északi- és északkeleti oldalán a Rákos vasútállomásról kiágazó közvetlen iparvágány szegélyezi a gyárig. A repülőtér 21. századi bejáratához az Újszász utca és a Légcsavar utca vezetnek.
Mellette, délről, a Lovasvölgyi útnál kicsit érintve területét halad el a 2015-ben megnyitott Felsőrákosi-rétek tanösvény, ami 2014 óta Természetvédelmi Terület – 2018-ban a főváros második legnagyobb helyi jelentőségű védett élőhelyeként tartották számon.
Az 1910-es évek második felében, a rákosmezei „bölcsője” megszűnésével e reptér lett a magyar aviatika legjelentősebb helyszíne, amire környékén a repülőgéptervezők, -építők és reptetők emlékét is őrző utcanevek (Zsélyi Aladár, Prodam Guido, Pilóta, vagy a korábban Fokker nevet viselő Jókai Mór utca), a repülőtér HÉV megállóhely és emlékmű is emlékeztetnek.

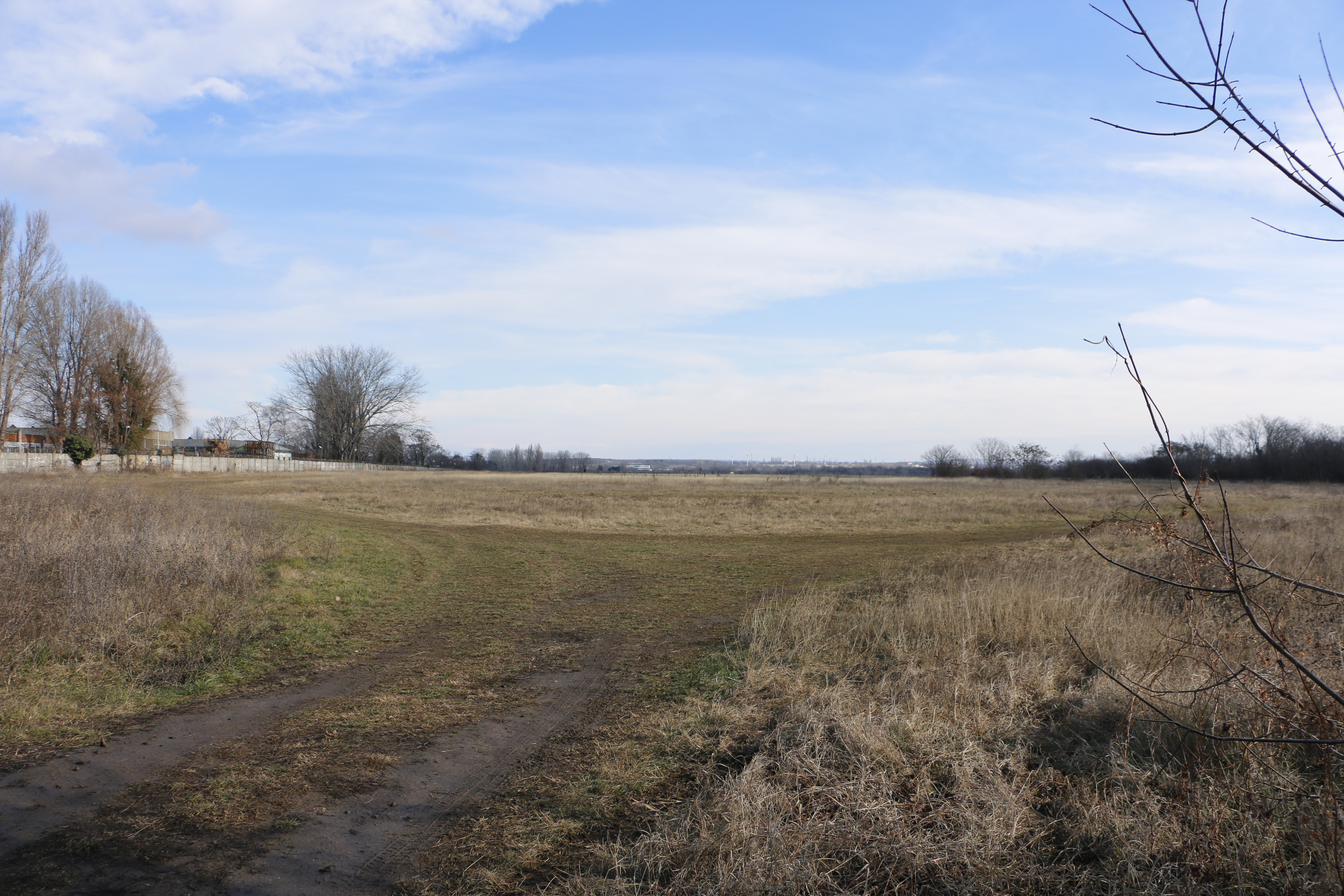
A Mátyásföldi repülőtér a régi sashalmi temető felől 2021 januárjában

Környezetében gyepes-cserjés területek vannak, amik a 2018-as szabályozási tervben közjóléti rendeltetésű erdőterületbe sorolt ökológiai folyosó övezet részei. Ebben, az EK/XVI/4 jelű övezetben a Kerületi Építési Szabályzat nem teszi lehetővé épület-elhelyezést, így a területek ökológiai értékeinek megőrzése biztosított. Ugyanakkor a repülőtértől keletre elhelyezkedő, akkor még beépítetlen terület – ami kiépített megközelítési lehetősége a Bökényföldi út – Rákosligeti határút nyomvonala nagyarányú forgalmat visel – a 2018-as fejlesztési lehetősége szerint a repülőtér és a lakóterületek közötti részen intenzív, kisvárosias lakóterületi fejlesztés intézményi kiegészítő funkciójú (Vi-2/XVI/V). A KÉSZ alátámasztó javaslati vizsgálata alapján a repülőtér szomszédságában fekvő területen új, a környezetéhez léptékében igazodó lakóterület és intézményi központ jöhet létre. A lakóterületek beépülése a környező kertvárosias lakóterületekhez képest eltérő módon, alacsony-intenzív beépítéssel és szabadonálló társasházas beépítéssel történhet meg a terület három pontján intézményi csomóponttal. A gyepes-parlagos terület hasznosíthatósága vegyes intézményi funkció. Ez, a repülőtér területén a nagy zöldfelületi és viszonylagosan alacsony beépíthetőségi arány magas épületmagassággal társul, így lehetőség van speciális intézmények megtelepedésére. A nagyméretű telkeken kialakítandó nagy épülettömegek telepítése során fontos figyelembe venni, hogy a nagy zöldfelületi arány minél jobban érvényesülni tudjon, mint a terület egyik legnagyobb erőssége.
A Mátyásföldi repülőtér Légcsavar utcai 103772/105 helyrajzi számú területén, noha az 1990-es években – feltehetően egy a szovjet csapatok által itt működtetett benzinkút által visszamaradt üzemanyagból származó – erős szénhidrogén-szennyezettséget állapítottak meg, a 2011–2014 közötti monitorozási időszakban mért értékek nem érték el a „B” (felszín alatti víznél az ivóvízminőség és a vízi ökoszisztéma igényei, földtani közeg esetében a talajok multifunkcionalitásának és a felszín alatti vizek szennyezéssel szembeni érzékenységének figyelembevételével meghatározott kockázatos anyag koncentráció) szennyezettségi határértékeket.
A korábbi nemzetközi repülőtér kiszolgáló épületei, területe
A 20. század közepéig a repülőtér északi részén álltak a hangárok és a repülőtéri épületek, amelyeket a mátyásföldi villatelep déli szélétől csupán egy széles kocsiút (Újszász utca) választott el. 1927 nyarán épült meg a területre a negyedik és egyben legnagyobb, 1800 m2 belterületű hangár. Addig 2 beton- és egy fahangár (belső területük 1600, 1250, illetve 400 m2) volt a területen. Ezek között 1918-1937 között egy forgalmi iroda (amit csupán 1936-ban modernizáltak, benne a magyar királyi Repülőtéri Csendőrkülönítmény Parancsnokság, a Magyar Légiforgalmi és a Nemzetközi Légiforgalmi Rt üzemi igazgatósága, postahivatal állandó rádió-, távíró- és távbeszélőállomással, egészségügyi szoba) és váróterem, egy kisebb vendéglő, valamint dohánytőzsde is helyet kapott.
A repülőtér alakja az 1920-as évek második felétől „hosszúkás négyszög” (kb. 100 katasztrális hold), melynek hossza észak-déli irányban 700, szélessége pedig kelet-nyugati irányban 800 méter volt – északi része az 1940-es évek után beépült. Talaja fűvel borított, száraz, homokos. A fel- és leszállásra alkalmas területet a közepén elhelyezett fehér körrel jelezték, melyben «BUDAPEST» felírás volt olvasható (kezdetben még északnyugati irányból, kisebb méretben, az 1930-as évektől standard szerint 40 méter átmérőjű körben délről jövet volt olvasható, ekkor már szabvány szerint a betűk nagysága 6, a vonalak vastagsága 1 méter volt). Széleit rövid fehér vonalakkal, sarkait pedig fehér derékszögű vonalakkal (L) jelölték ki. A repülőgépek indítása a forgalmi épület előtti betonlapról történt. A mátyásföldi repülőtér majdnem négyszögű pályáján a le- és felszállás minden irányban egyformán történhetett. A mind az indulás, mind a leszállás helyéül szolgáló gyepes felszínt rendszeresen kezelték, kaszálták, hengerelték. A gyep gyökérszálaival megkötve a talajt, kellő nedvességben tartotta, ugyanakkor esőzés idején védte a térszínt a fölázás ellen, és eléggé portalanította is, illetve előnyként írták le rugalmasságát. Azonban az 1930-as évek végére az egyre nagyobb gépek miatt szükségessé vált a burkolattal ellátott futópályák létesítése. A mátyásföldi, csak ideiglenesnek tekinthető repülőtér úgynevezett fennsíki elrendezésű volt.

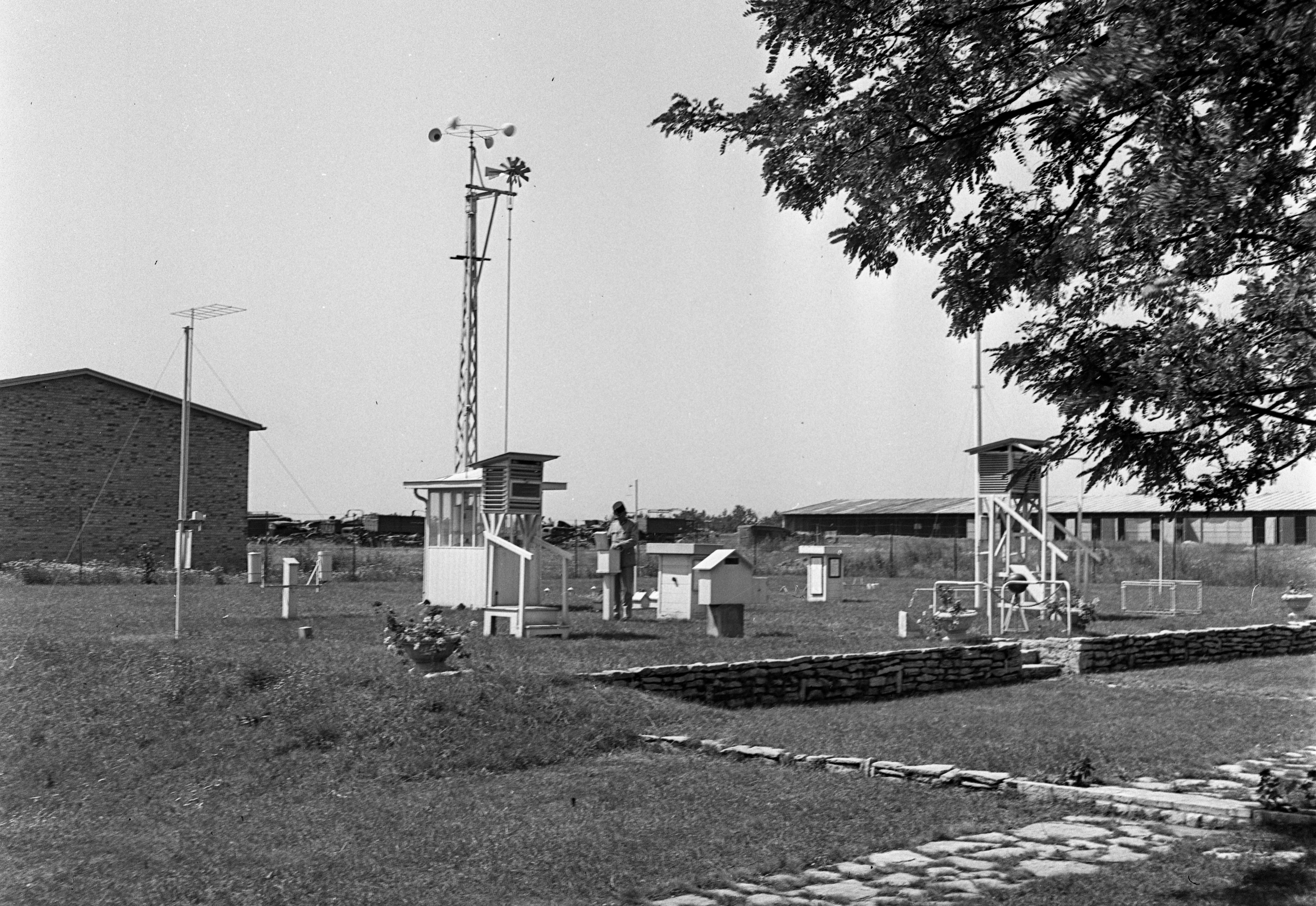
A meteorológiai megfigyelő állomás 1943-ban

A repülőtéren egy másodrendű meteorológiai állomás is működött. Meteorológiai időjelentésekkel a magyar királyi Légügyi Hivatal Meteorológiai Kirendeltsége és a budapesti magyar királyi Meteorológiai és földmágnességi Intézet látta el. A mindenkori időjelentések a forgalmi épület folyosóján voltak kifüggesztve. Az uralkodó széliránynak az északnyugatit határozták meg. A ködös napok száma átlagosan: októberben 3, novemberben 6, decemberben 8, januárban 7, februárban 3, márciusban 1 nap volt, melyek között csak ritkán fordult elő olyan, ami a fel-, leszállást akadályozta volna. Az átlagos évi hőmérséklet +10 °C, az átlagos évi csapadékmennyiség 600 mm volt.
A terület külön vízvezetékének köszönhetően önálló vízellátással rendelkezett. A víz előmelegítése is lehetséges volt.
Közlekedés

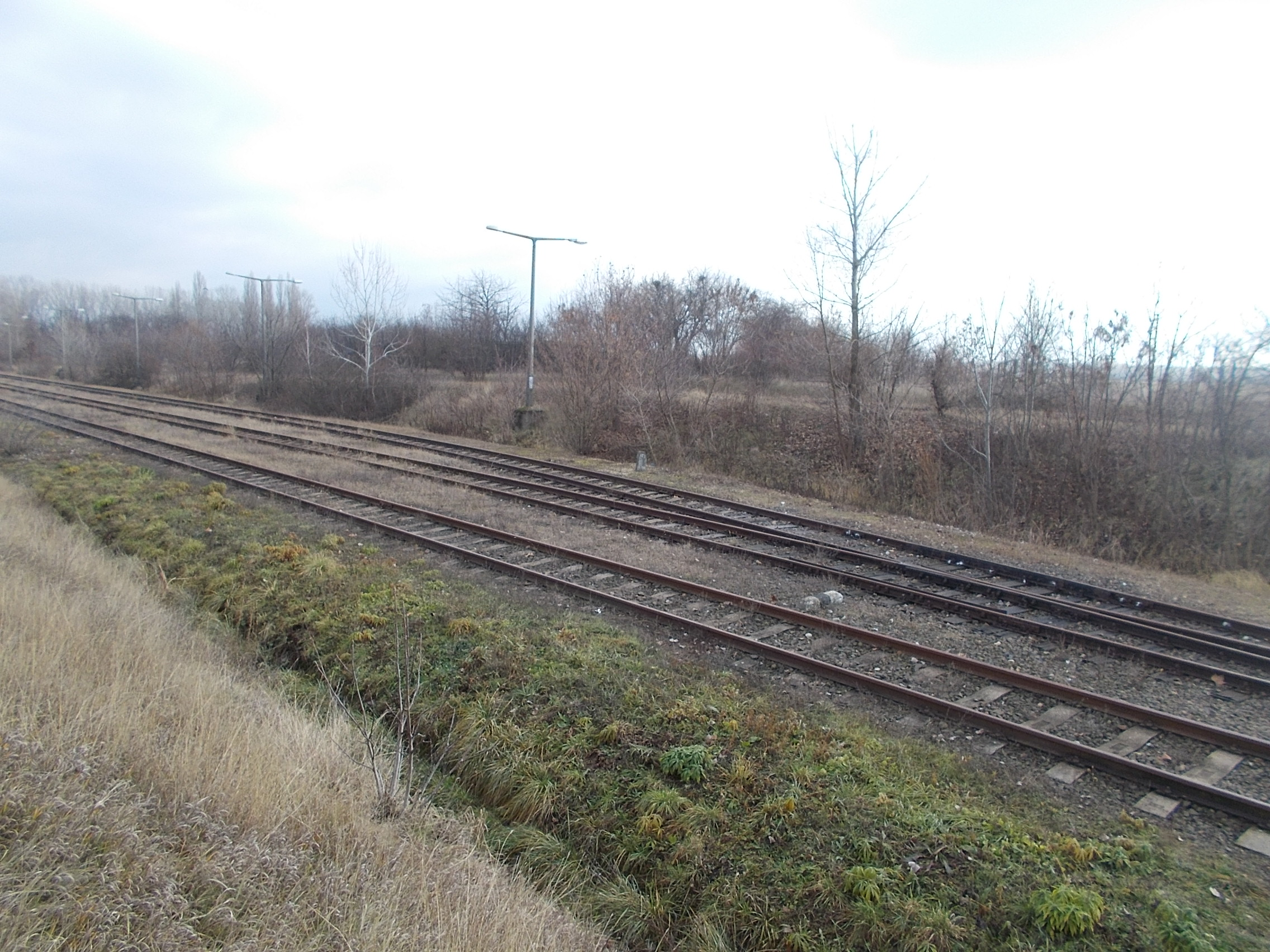
Iparvágányok a hajdani gyár bejáratánál (az Újszász utca 45/B közelében), a Mátyásföldi repülőtérnél, 2018-ban

Az úgynevezett Ikarus 3. számú gyáregységet a Rákos állomással összekötő iparvágány kivitelezését 1968 őszén kezdték el és 1973-ban adták át, teljesen kiváltva az addig a gödöllői HÉV-vonal felől történt teherszállítást, ami 1916 óta szolgálta ki a gyár területét. A Rákos vasútállomás és Rákosliget megállóhely között kiépített mátyásföldi iparvágány, a főpálya északi oldalán húzódó vontatóvágányhoz csatlakozik. Vonalát szintben keresztezi a Keresztúri út, majd átkel a Rákos-patakon, és több kilométeren keresztül vezet a felsőrákosi természetvédelmi terület erdein, rétjein is át, megkerülve a volt mátyásföldi repteret, mígnem befut az ipari rendezőbe. A leágazás egykor az Ikarus, majd a NABI budapesti üzemét szolgálta ki, a 2010-es évek végén pedig már csak a repülőtér melletti területen működő honvédségi bázis használja és a CRS magánvasút bérelte ki a néhai gyár vágányait kocsitárolás céljára. A katonaság különféle terepjárókat és más speciális járműveket szokott mozgatni vasúton, míg a CRS évente néhányszor a különvonatai előtt és után hozza-viszi itt a szerelvényeit. De 2017-ben az angol vasútbarátok Budapestet bejáró különvonata is végigrobogott Mátyásföldig.
Kocsival a Légcsavar utca felől közelíthető meg a terület.
A  H8-as és H9-es HÉV-ek bármelyikével, illetve a  44, 46, 92, 92A, 176E, 276E buszokkal Mátyásföld, repülőtér megállóhelynél leszállva 1,5 km gyaloglás (Pilóta utca, Prodám utca, balra kanyarodva az Újszász utcán keresztül a Légcsavar utca útvonal) után vagy a  45, 46, 146 buszokkal a Diósy Lajos utcai megállótól 500 m-t haladva (az Újszász utcán, majd a Légcsavar utcán át) érhető el.

## Története

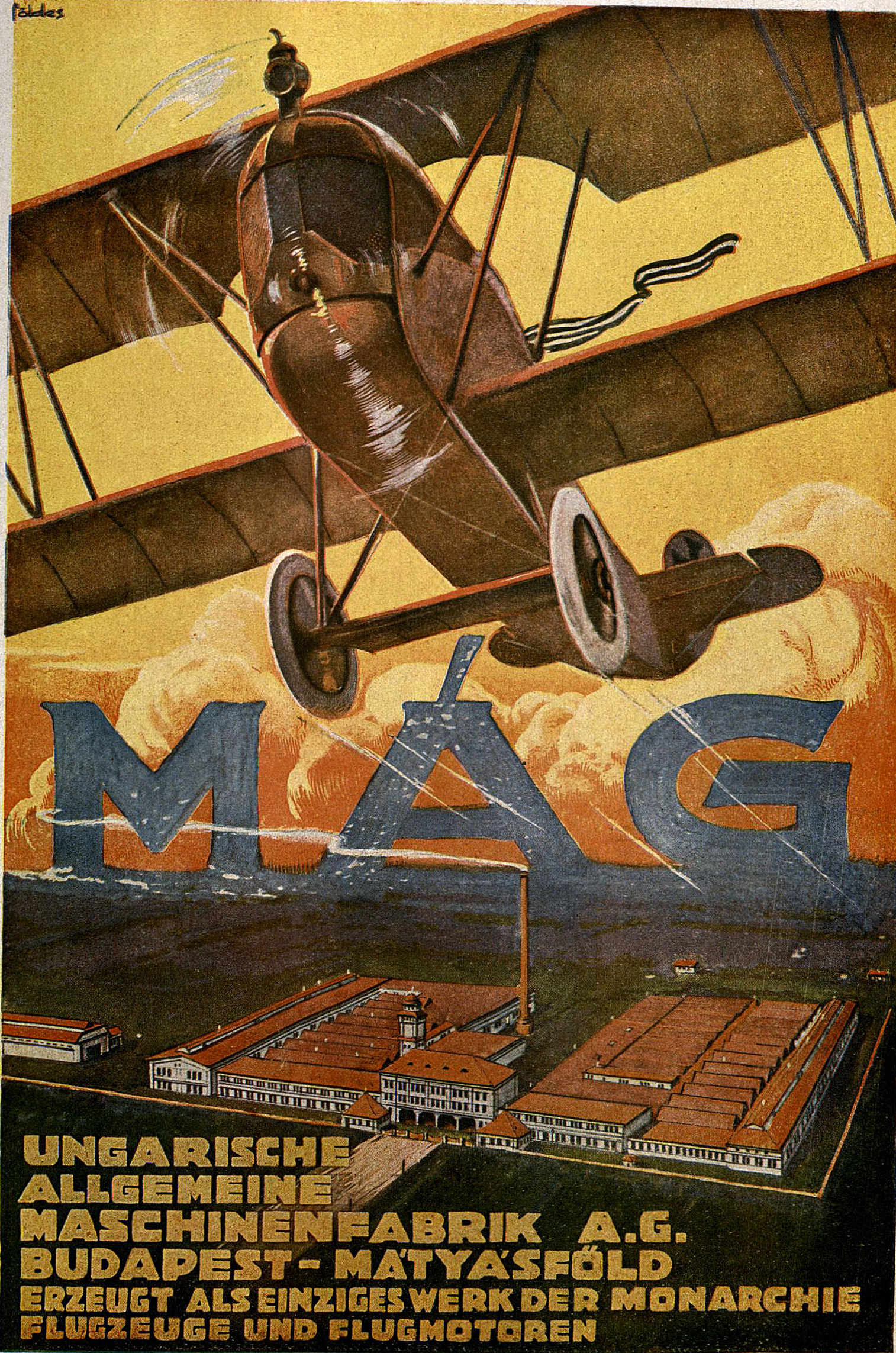
A repülőgépgyár reklámja a Motor című német újságban, 1918-ban

### Üzemi repülőtér
Az első rákosmezei, majd az aszódi után harmadikként, 1916-ban létesült: a Keleti pályaudvartól 9,3 km-re keletre a Magyar Általános Gépgyár (MÁG) rendezett be repülőgépgyártó üzemet és repülőgépmotor-gyárat. A Fokker céggel együttműködve gyors, kis vadászgépeket (D VII) kezdtek gyártani, de Aviatik D.I típusú vadászképeket, sőt kísérleti jelleggel PKZ-re keresztelt helikoptereket is készítettek.
A vállalat a gyártott repülőgépek üzemi berepüléseinek céljából területéből 56 hektárt kihasítva létesített gyári repülőteret. Ennek nyugati, a repülőgépgyár keleti sarkában épült fel az első, 80 x 20 méteres repülőgép-szerelő hangár. A háború befejeztével viszont nem volt már sem lehetőség, sem igény a repülőgépek sorozatgyártására, ezért a MÁG Mátyásföldföldre más üzemegységet telepített. Mivel azonban így repülőtere — kezdetleges építményeivel — kihasználatlan maradt, bérbe adta azt az államnak. Ez adott otthont másfél évtizedig a hazai és nemzetközi légi forgalomnak. Eleinte egy 470 méter hosszú és 630 méter széles terület szolgálta a légiforgalmat egy 50 x 25 méteres beton és egy 20 x 20 méteres fa hangárral, egy irodával és néhány lakóépülettel.

### Nemzetközi légikikötő

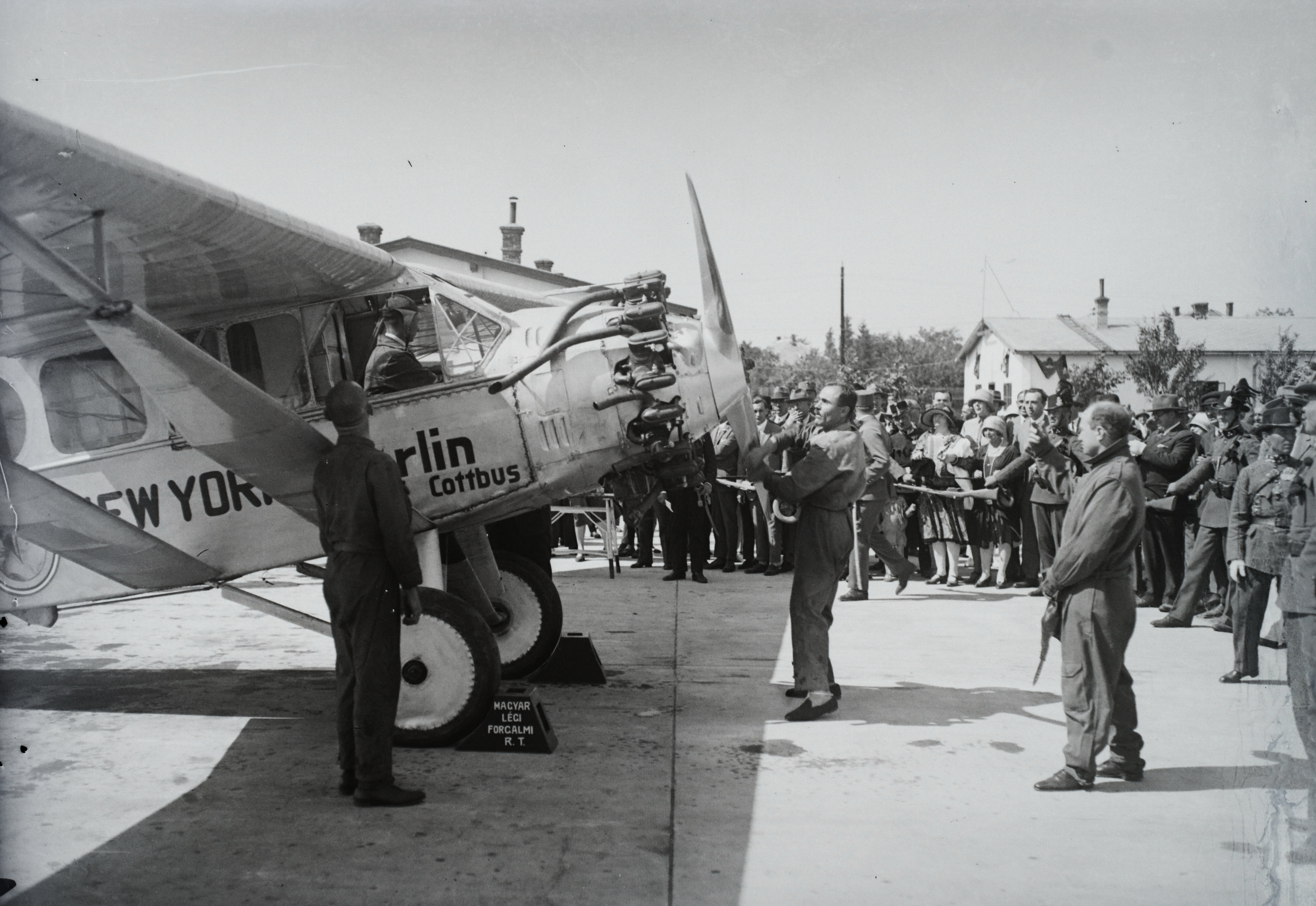
Európai körútjuk alkalmával Levine és Chamberlin Mátyásföldön (1927), miután megdöntötték Charles Lindbergh távrepülés rekordját, aki első amerikai pilótaként átrepülte az Atlanti-óceánt New Yorkból Berlinbe

1918. július 4-én egy Brandenburg típusú repülőgép szállt a magasba, amivel megindult a Bécs-Budapest közti rendszeres légiposta járat. Az európai kontinensen Magyarország (és így a mátyásföldi repülőtér) volt az első, ahol a repülőgépeket a polgári postaforgalom szolgálatába állították. Szterényi József kereskedelmi miniszter Rudolf Stöger-Steiner von Steinstätten, osztrák–magyar közös hadügyminiszterrel állapodott meg arról, hogy Budapestről naponta délután indul a postai repülőgép Bécsbe, onnan pedig hajnalban indul mindig vissza. Alig három hét elteltével azonban meg is szüntették a „többszörös légi szerencsétlenség miatt”.
A repülőtér első állandó használója még az 1920 januárjában alakult MAEFORT (Magyar Aeroforgalmi Rt.) volt, ami csupán másfél évet ért meg. A cég csak posta- és áruszállítást végzett, személyszállítást Szegedre és Szombathelyre teljesített kétüléses utasgéppel (bár Szombathelyre és Miskolcra tervezték 50 fős „légi autóbusz” járatok indítását is), de burkoltan a még megmaradt katonai repülőeszközök összegyűjtése, valamint fenntartása is feladata volt. 1921 októberében azonban a repülést ellenőrző szövetségközi bizottság elrendelte — a trianoni békeszerződésre hivatkozva — többek között a Magyar Aeroforgalmi Rt. raktáranyagának megsemmisítését. Ezt követően 1921. december 6-án felszámolták.
Az első világháborút lezáró trianoni békeszerződés előírta a magyar repülőgépipar és repülőterek megsemmisítését is. E során a MÁG-ban fellelhető teljes „repülőanyagot" is megsemmisítették. Ugyanakkor maga a repülőtér azon hat, állandó épületű légikikötő közé számított, melyeket a későbbi légiforgalom érdekében megkíméltek a lerombolástól, mivel a szerződés végrehajtásának időpontjában már maguk az Antant hatalmak kezdeményezték a Mátyásföldet érintő, nemzetközi légi forgalmuk megnyitását.
Az 1922–1923-ban, a magyar aviatikát erősen korlátozó intézkedések enyhítése következtében alakulhatott meg a Magyar Légiforgalmi Rt. (MALERT) és az Aeroexpress. Mindkettőnek Mátyásföld lett a bázis repülőtere. Még 1922-ben az itteni mellett a szegedi, szombathelyi és miskolci repülőtereken a kereskedelemügyi minisztérium bevezette az állandó repülőtéri szolgálatot (ez azt jelentette, hogy csak ezeken szállhattak fel, illetve le a vámkülföldre induló és onnan érkező gépek, az útlevél- és vámvizsgálatot a helyszínen a repülőtérgondnokságok végezték). Még életben volt Magyarországon a békeszerződésben kimondott repülési tilalom, amikor a Franco–Roumain légiforgalmi társaság 1922. tavaszán – tehát már tilalom 1922 novemberi feloldása előtt (volt is sajtóvisszhangja, hogy a francia gépek előbb használták rendszeresen a budapest-mátyásföldi repülőteret, mint a magyar utasgépek) – megindította Párizs-Strassburg-Prága-Budapest légi járatát, melyet később e vállalat jogutódja a Nemzetközi Légiforgalmi Rt. (CIDNA) 1925-ben Belgrádon és Bukaresten keresztül Konstantinápolyig (Isztambul) meghosszabbított, részben magyar pilótákat alkalmazva. Szintén az ő felkérésükre biztosított itt szolgálatot a repülőterek közötti meteorológiai és forgalmi hírváltás céljából a magyar királyi Posta Központi Távíróhivatal Rádióüzemközpont Repülőtéri Kirendeltsége 1923 márciusától. 1924 decemberétől 1937 júniusáig Mátyásföldön volt a repülőtéri csendőr különítmények központi parancsnoksága (szárnyparancsnokság és hírközpont) is. Ezek mellett a kirendeltségek mellett, amik a Légügyi Hivatal felügyelete alá tartoztak a következő állami szervek működtek, teljesítettek szolgálatot: az útlevél ellenőrzést végző rendőri közegek, a vámkirendeltség, a postahivatal és a postai rádió-kirendeltség. A felsoroltak közül a csendőr különítmény, valamint a repülésmeteorológiai szolgálat. A Mátyásföldön székelt Repülőtéri csendőrkülönítmény parancsnokság első parancsnoka Szirtes Ferenc csendőr százados volt, aki vezetése alatt a csendőrök sokat segítettek a trianoni tiltások miatt titkos sport- és katonai repülés ügyeiben. Egyszerre voltak hatósági személyek, jogászok, nyomozók, repülésirányítók, és idegenforgalmi propagandisták, akik tájékoztatták a turistákat Budapest és Magyarország szépségeiről, látnivalóiról.

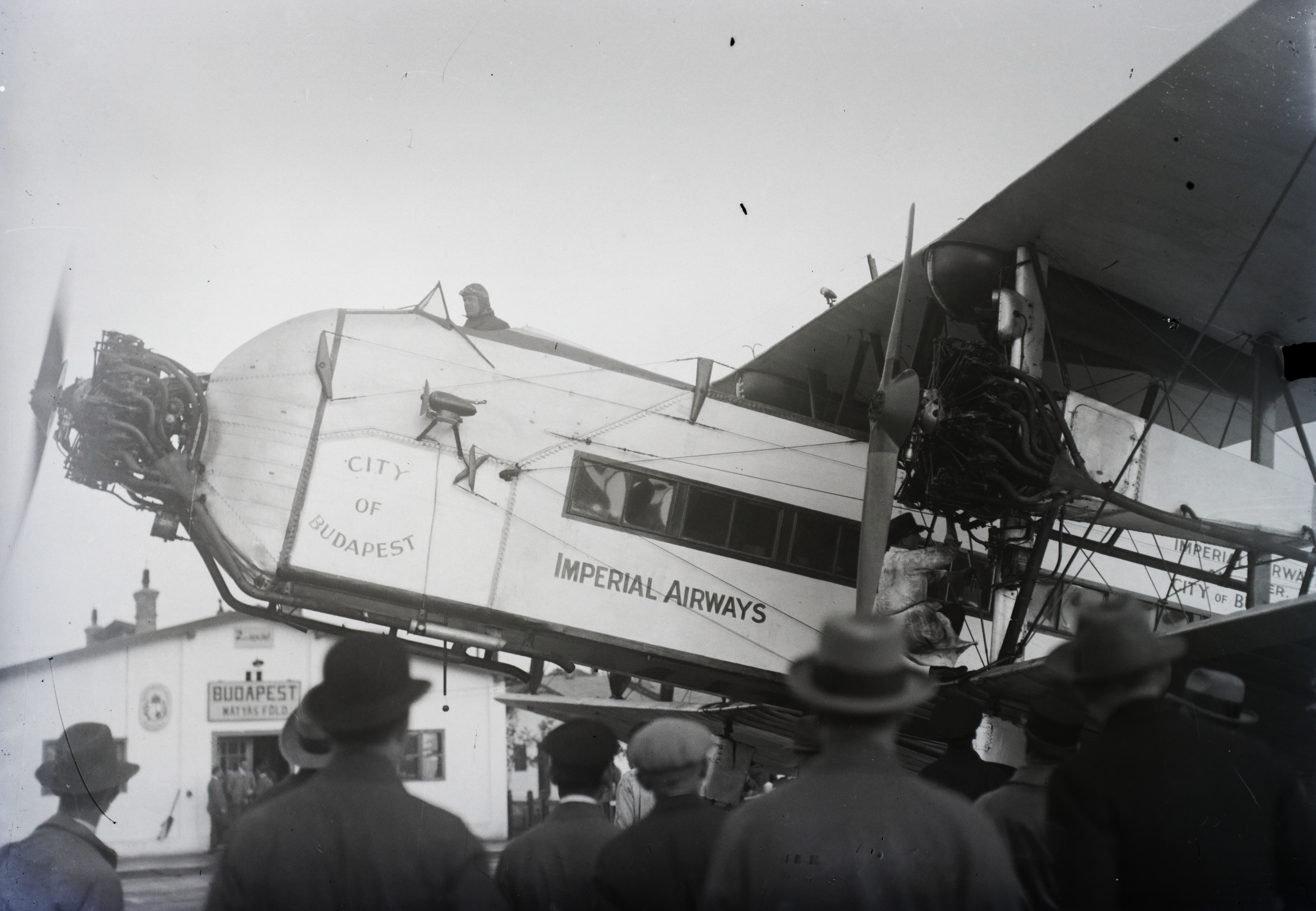
A „City of Budapest“ nevű brit gép, amivel 1928-ban egy csonka-Magyarország sajtókampány körút után lord Rothermere fia, Esmond Harmsworth, barátai, Sommerset Maxwell és Ward Price, továbbá gróf Apponyi György elhagyták Budapestet.

Az 1930-as évekre már több európai légitársaság is igénybe vette szolgáltatásait rendkívül előnyös helyzete miatt, hiszen Budapest mind a kelet-nyugati, mind az észak-déli légi összeköttetés fontos láncszeme. A külföldi légitársaságok gépei ekkoriban nem csak kereskedelmi, hanem technikai okokból is úgymond kénytelenek voltak leszállni Budapesten. Fel kellett ugyanis tölteni az üzemanyagtartályokat, átvizsgálni a gépeket, és nem utolsósorban váltani a személyzetet. Ennek köszönhetően belföldi (Kaposvár, Nyíregyháza, Pécs, Debrecen) és nemzetközi forgalmat is bonyolított (a Franco–Roumain francia-román, a Deutsche Lufthansa német, majd 1931-től egy olasz és egy osztrák társaság járataival). Szintén 1931-től lett a repülőtér éjszakai leszállásokra is berendezkedve (ügyeleti szolgálat, fények). 1936-ra már nyolc nagy külföldi légitársaság gépe érintette e légikikötőt.
1926 júniusában vásárlás útján a magyar kincstár tulajdonába került. Így a magyarországi légiforgalom lebonyolításának középpontja a mátyásföldi közforgalmi légikikötő lett. Ennek kapcsán kibővítési és földegyengetési munkálatokat végeztek, amit a repülőtér építményeinek átrendezése és kibővítése követett, ugyanis még az 1920-as évek első felében is csupán egy vasbetonból és egy fából készített hangár, műhely, illetve lakóépület tartozott hozzá. Épületeinek, berendezéseinek korszerűsítésére, felújítására sem a bérlő, sem a tulajdonos nem fordított gondot. A megvásárlását követően 1926–1928-ban bővítették. Területe ekkor már körülbelül 800 méter hosszú és 700 méter széles volt – nyugati szélének északi harmadán a gépgyárral –, több hangárral, egy kantinnal, és a rádióirányítású leszálláshoz szükséges ún. Gonio-házzal, ami a vizuális jelzőberendezések használatát váltotta fel. A fabarakkból álló forgalmi épületet azonban csupán 1936-ban – amikor már bizonyos volt, Mátyásföld polgári reptér funkciójának vége – váltotta fel egy üvegezett, téglából épített indítótoronnyal és várakozóhelyiséggel is rendelkező új irányító- és fogadóépület. Az új állomásépület felavatása április 20-án, a magyarországi légiforgalom nyári menetrendjének életbelépésekor volt, melyről a magyar mellett a holland rádió is helyszíni közvetítést adott. (Az épület 2000 óta a Hit Gyülekezete által üzemeltetett Bornemisza Péter Gimnázium általános iskolai intézményegységének torna- és tantermeiként üzemel.)
Nevezetes esemény volt, amikor 1931. július 16-án fogadták volna Mátyásföldön a magyar óceánrepülőt, Endresz Györgyöt és másodpilótáját Magyar Sándort a „Justice for Hungary” nevű Lockheed Sirius típusú géppel, de landolniuk benzinhiány miatt csak 20 kilométerrel arrébb, Bicske határában sikerült – megrongálódott, így csak pár nap múlva, a javítás után hozták az eredeti célállomásra. Így is távolsági, sebességi és időtartam világrekordot sikerült felállítaniuk a mellett, hogy felhívták a figyelmet a Magyarországgal és a magyar aviatikával szembeni igazságtalanságokra (többek között például még ekkor sem volt szabad közpénzből támogatni a motoros sportrepülést). 1932. május 21-én innen indult ugyanezzel a repülőgéppel és Bittay Gyula rádiós tiszttel tragikus útjára, az óceánrepülők világkongresszusára – a gép ugyanis katasztrófát szenvedett leszállás közben a római Littorio repülőtéren, amely áthelyezésekor a tragédiára emlékeztető emlékműnek nyoma veszett.
1933-tól már tankautó biztosította  a repülőgépek üzemanyagellátását az addigi földalatti töltő- és kiszolgálóállomások helyett. 1933 nyarán Mátyásföldön a német tervezésű, Professor típusú teljesítmény-vitorlázógépekkel  (melyek a székesfehérvári Állami Repülőgépjavító Üzemben készültek) kezdték meg a „gépvontatásos repülés" kikísérletezését. A két vontatógép Udet, illetve BL típusú volt. Az első vontatópilóták: Bánhidi Antal és Bereczky László, a motor nélküli gépek vezetői pedig Bemard Mátyás, Hefty Frigyes és Rotter Lajos voltak.

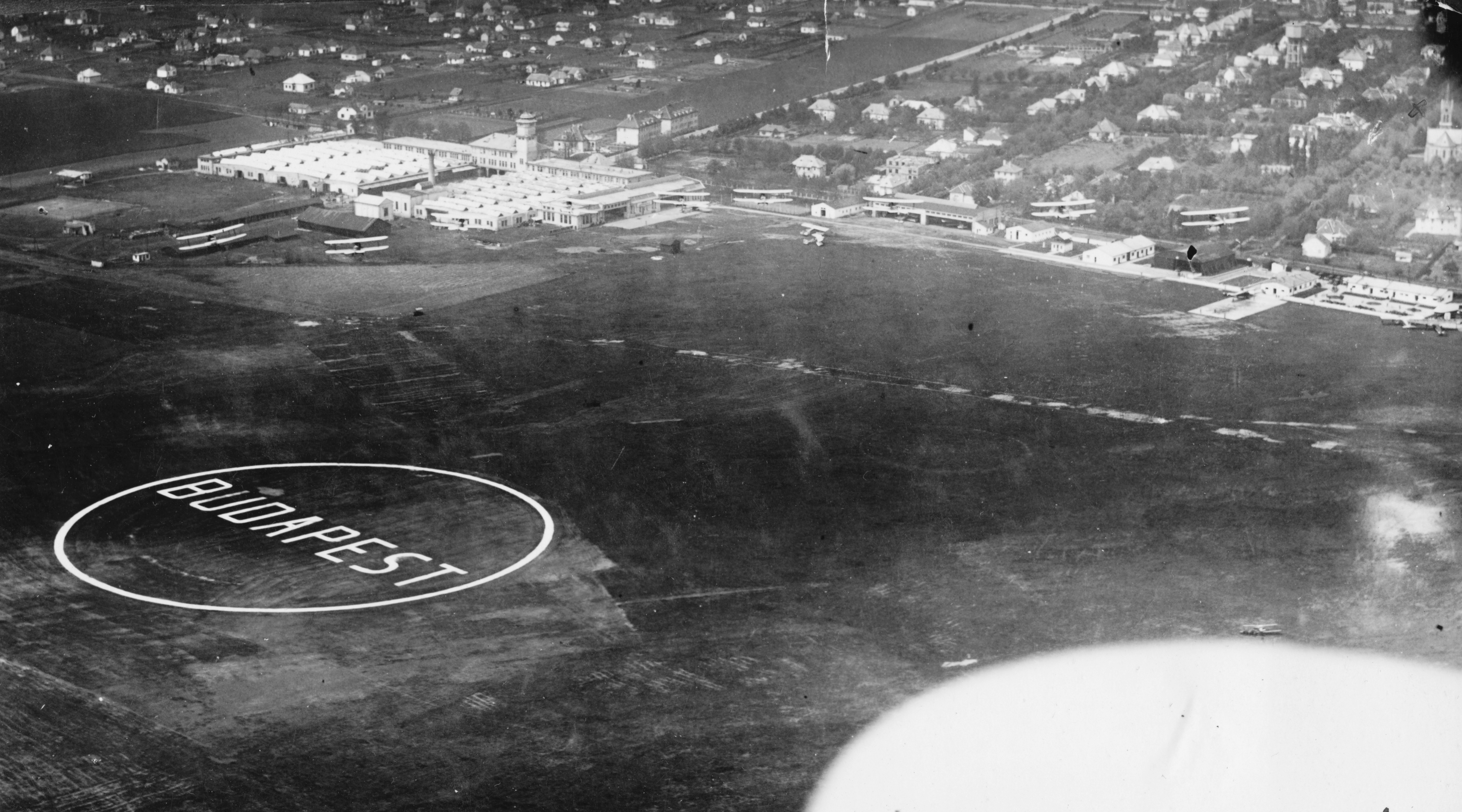
A repülőtér 1933-ban Szent-Istvány Dezső pilóta képén

Magyarországon a nemzetközi légiforgalomban a mátyásföldi légikikötőben működött először rádió iránymérő (GONIO) állomás, amit 1932. február 9-én adtak át. Ez körzeti repüléstájékoztatást, illetve később (1944 májusától 1945. év végéig) légiforgalmi irányítást is végzett. Ez nem csak az útvonalon közlekedő repülőgépeket segítette, hanem rossz látási viszonyok esetén a repülőtér megközelítését és a leszállást is. A repülőtér GONIO háza a Cinkota felé eső oldalon körülbelül középen volt, közvetlenül a repülőtér szélén. A Telefunken gyártmányú postai rádió iránymérő állomást a Légügyi Hivatal (rejtett Légierő) üzemeltette 1933. március 1-től 1939. júniusig. Előtte és a háború alatt, 1944. végéig a m. kir. Posta Központi Távíróhivatal Rádióüzemközpont Repülőtéri Kirendeltsége látta el a polgári repülés rádióiránymérő és távközlő szolgálatát – 1944. március végéig Budaörsön, majd a német megszállás alatt Mátyásföldön működött a vezető iránymérő állomás.

### Katonai repülőtér

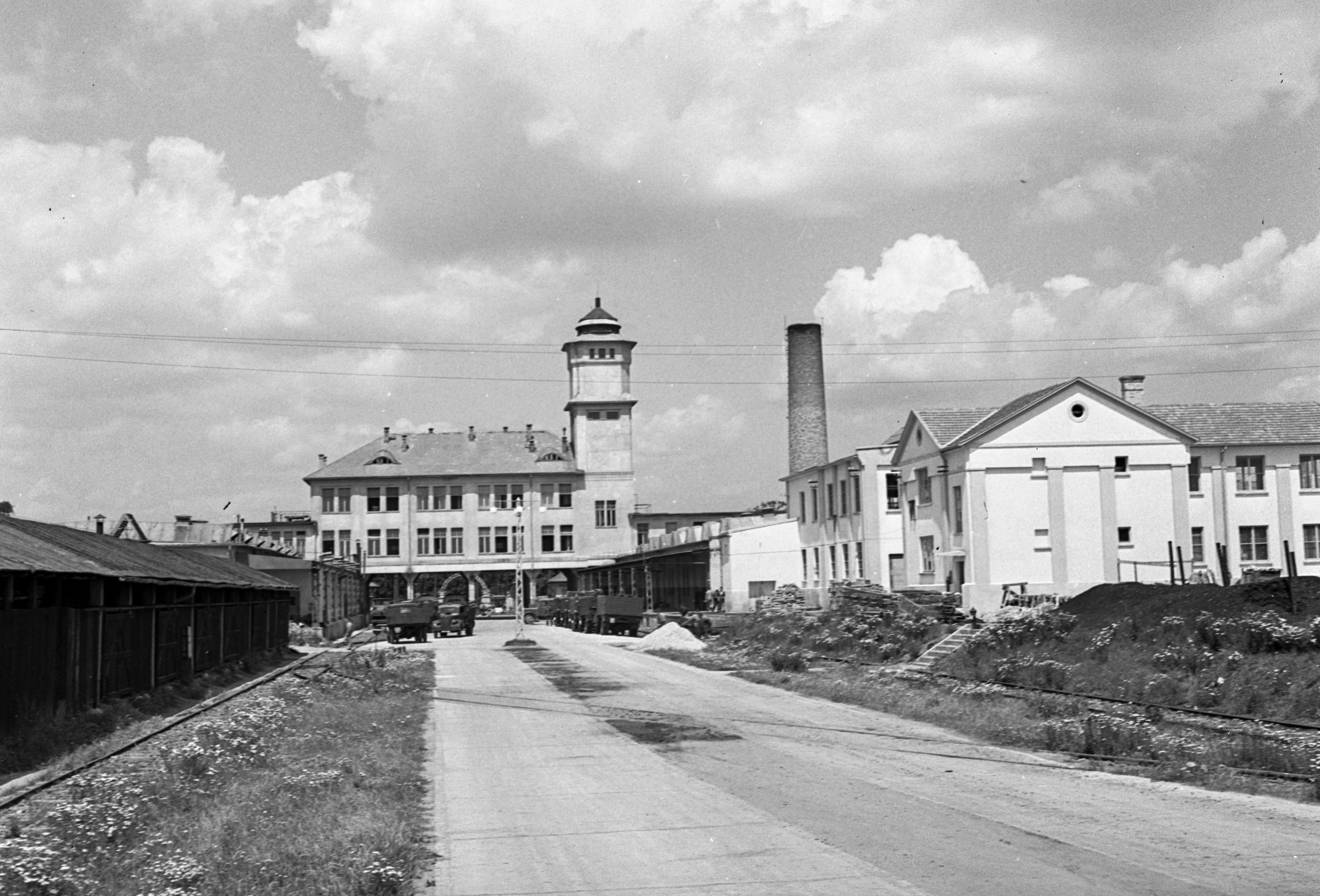
1943-ban a Magyar Királyi Honvéd gépkocsiszertár, udvara és a főépület tornya (Újszász utca 41-43.)

A terület tulajdonló gépgyárat mindeközben a nagy gazdasági világválság 1929-ben térdre kényszerítette, 1933-ban leállt a gyártás és megindult felszámolása. A társaság mátyásföldi gyárának telkeit és épületeit hosszas tárgyalások után 1940-ben a királyi kincstár vásárolta meg. Előbb a repülőtér, majd a gépgyár is a honvédség tulajdonába került. A polgári repülés igényeinek ugyanis már az 1930-as években sem felelt meg. Kezdetben csak kalandvágyóbbak vállalták az eléggé kényelmetlen repülőutakat, a jómódúak többsége vonattal utazott, a komoly üzletet jelentő postaszállításhoz ugyanakkor nem kellett elegáns repülőtér. A nemzetközi forgalomba kapcsolódása során mégis Közép-Európa egyik közlekedési centrumává fejlődött, miközben a repülőgépek egyre gyorsabbak, kényelmesebbek lettek és befogadóképességük is egyre nőt, a légiközlekedés iránt egyre nagyobb kereslet mutatkozott. Azonban az azt igénybe vevő, sokszor jobb módú réteg már nem elégedett meg a korábban megszokott reptéri állapotokkal. Egyre inkább reprezentatív célokat szolgáltak a repülőterek, erre azonban a mátyásföldi a területén egységes szemléletű, igényes fejlesztések elmaradása miatt alkalmatlan volt. Részben a bérleti viszonyok miatt, mindig csak a leginkább szükséges célokra építettek. Ráadásul a repülőtér enyhén dél felé lejtő dombján a szél uralkodó iránya észak-nyugati, így – mivel repülőgépeknek tudvalévőén széllel szembe kell startolni, – a pilótáknak a gépgyári torony irányába, a domboldalon felfelé startolva kellett felszállni. A legnagyobb gond azonban az volt, hogy a terület túl kicsinek bizonyult, a megnövekedett forgalmat már nem tudta kiszolgálni, ráadásul a városközponttól is túl messze volt, figyelembe véve a közlekedési nehézségeket (mint például a Kerepesi utat akkor még szintben keresztező Hatvan–Szolnok-vasútvonal). Mindenképpen új helyet kellett találni.
A trianoni békeszerződés ez irányú tilalmai ellenére a repülőteret fokozatosan a magyar légierő titkos bázisává fejlesztették, ami 1937-re teljesen kiszorította a polgári forgalmat és a sportrepülést. Ezek Mátyásföldről a Budaörsi repülőtérre kerültek, miközben itt nagyarányú laktanya és szolgálati épület építések kezdődtek. Ugyan még az új reptér esőzéstől fölázott talaja miatt 1937 őszén átirányították a polgári légi forgalmat ide, de 1938. március 21-étől végleg elveszett ez a státusa. A második világháborúig már egy vadászrepülő ezrednek, egy közelfelderítő- és egy távolfelderítő repülőszázadnak adott otthont. A gépgyárat is átvette a honvédség, ahol hamarosan – mint a gyár indulásakor – ismét hadi termelésre álltak át. Területe és felületformája azonban nem tett nagyobb bővítéseket lehetővé, így hamarosan ezt a célt sem szolgálhatta tovább. 1943-ra az Ikarus Karosszéria- és Járműgyár egyik elődvállalata, a Repülőgépgyár Rt. iskolarepülőgépeinek berepülő bázisává lett, ezért ettől kezdve nem érték nagyobb támadások.

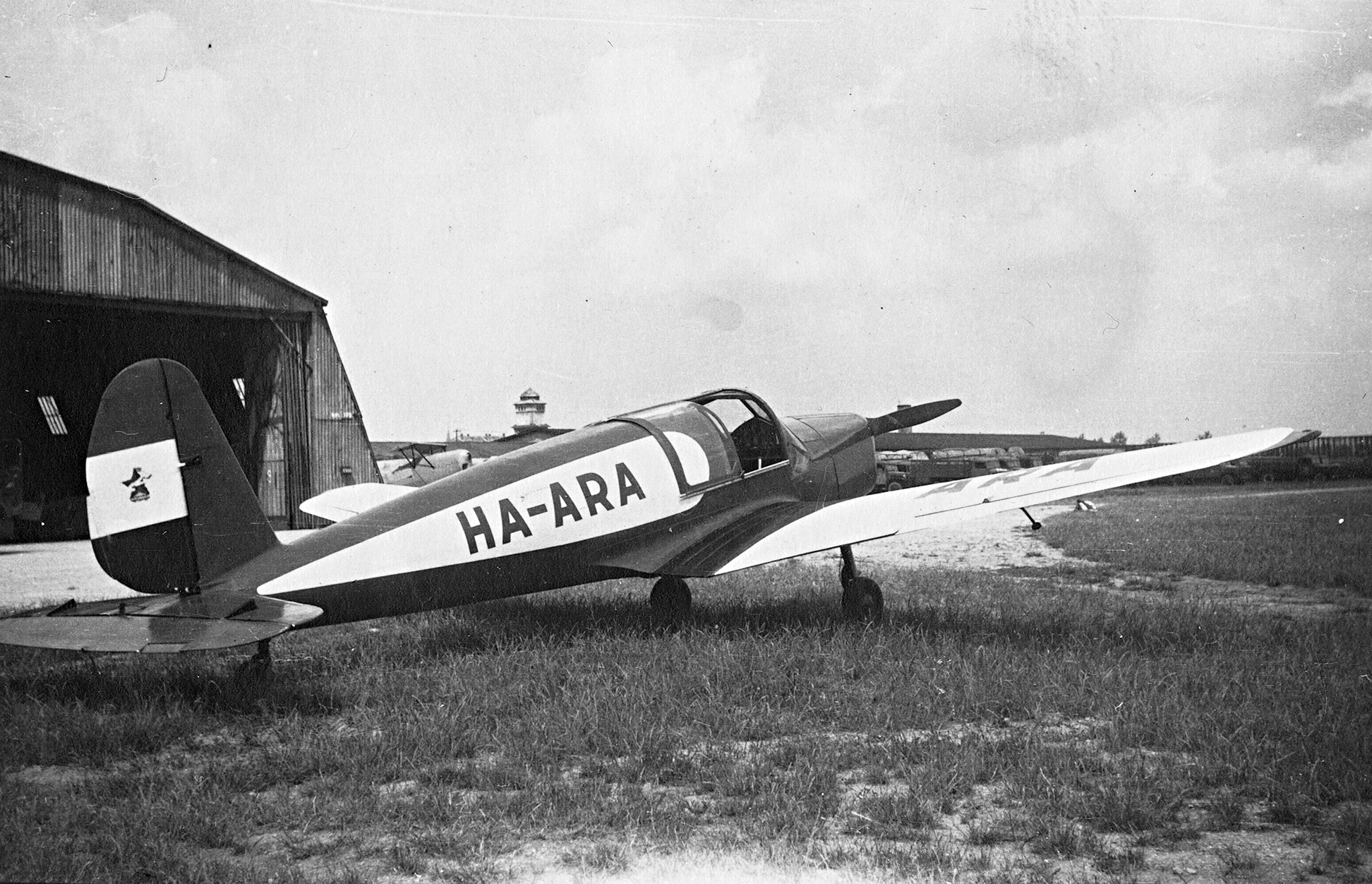
Egy piros-fehér színű Arado Ar 79 típusú repülőgép utolsó nagyjavítása után 1953-ban Mátyásföldön – ilyen magánrepülőgépe volt Horthy István kormányzó-helyettesnek, Horthy Miklós idősebb fiának – háttérben a MÁG-torony

A háborút követően mégis teljesen romos állapotban volt, épületei megrongálódtak, berendezései elpusztultak vagy használhatatlanná váltak, felszállópályája a háborús cselekmények során tönkrement. Az 1947-ben itt állították fel a Honvéd Repülőjavító Műhelyt és az 1. Honvéd Repülőtér Gondnokságot. A Láng Andor repülő őrnagy parancsnoksága alatt ekkor alakult I. Önálló Repülő Század (később I. Honvéd Repülő Kiképző Osztály) rendelkezésére bocsátott épületek közül decemberben még egyetlenegy sem volt beüvegezve, s hiányzott a teljes berendezés is. A helyreállítási munkálatokból munkából a sportrepülők (például a Barátság és az Előre sportrepülő egyesületek) és a BESZKÁRT is kivették részüket. A repülőteret főleg a Szövetséges Ellenőrző Bizottság gépei használták. Itt folyt a Kossuth Akadémia kihelyezett repülőhallgató-állományának kiképzése, illetve az OMRE (Országos Magyar Repülő Egyesület) sportrepülő-kiképzése keretében vitorlázórepülő tanfolyamot szerveztek Mátyásföldön. 1948 szeptember első felétől itt vonták össze az ejtőernyős század kiképzőkeretének tagjait, akik egy rövid ideig itt is állomásoztak. Az átszervezett kiképző osztály parancsnoka Gyenes János alezredes lett, állományába egy parancsnoki repülőraj, egy repülőkiképző, egy műszaki és egy szakkiképző repülőszázad tartozott. 1950-től a Magyar Repülő Szövetség központi repülőgépjavító üzeme vette át a repülőteret – ahol többször látványos repülőnapokat is rendeztek – és az üzemet.
Az 1956-os forradalom leverése után Mátyásföldön rendezkedett be a megszálló szovjet hadsereg, így, az akkori szovjet laktanyából és katonai repülőtérről hurcolták a romániai Snagovba családjával együtt Nagy Imre miniszterelnököt és társait 1956. november 21-én. Miközben 1966-ban a hajdani MÁG-üzem a Margit utcai Ikarus gyár új telephelyévé lett, a repülőtér a megszállás utóbbi évtizedben többnyire már csak helikoptereket fogadott. Délkeleti sarkába a katonák nagyméretű disznóólat építettek, javítandó a tiszti hús-ellátmányt. De 1969 őszén Szász Péter filmrendező itt kezdte meg a Kapaszkodj a fellegekbe című színes, kétrészes — szovjet—magyar — filmje első felvételeinek forgatását (a film az 1919-es Tanácsköztársaság idején játszódik, s egy kalandos Moszkva—Budapest repülőgép-utazásról szól), a két főszerepet Darvas Iván és Szvetlána Szvetlicsnaja játszotta. A kivonulás előtti hónapokban a repülőteret szegélyező iparvágány mentén – a környékbeli lakosok állítása szerint – teherautószámra ástak el gyanús hulladékot, a gödröket betonlapokkal fedték le és úgy temették vissza.
A repülőtér 1991 júniusától került használaton kívülre. Kezelője és őrzője (az ahhoz kapcsolódó két volt szovjet területtel együtt, a repülőtér és az Újszász utca között) előbb a Kincstári Vagyonkezelő Szervezet volt, majd a kerületi önkormányzat lett.

### Az 1990-es éveket követően
Az egykori Magyar Általános Gépgyár Újszász utcai, 39 méter magas tornyos épületét és a szerelőcsarnokok egy részét 1993-tól a NABI vette használatba. Még a 2010-es években is eredeti állapotában megmaradt tornyos főépület repülőtérre néző oldalán található egy Horthy-erkélynek nevezett épületrész, mely mögött a kormányzóhelyettes szolgálati lakása rejtőzött – olvasható Druzsin József százados a légikikötő 100 éves múltját feldolgozó írásában. 2021-ben ez, az 1910-es évek második felében számos reklámanyagon szereplő, ikonikussá vált torony és az utca felőli épületrész a 14/2021.(V.25.) önkormányzati rendelettel kerületi helyi védettséget kapott, miközben a 183/2021.(III.26.) PM. számú határozat szerint az épületegyüttes további részeit örökségvédelmi szakértő vizsgálja.

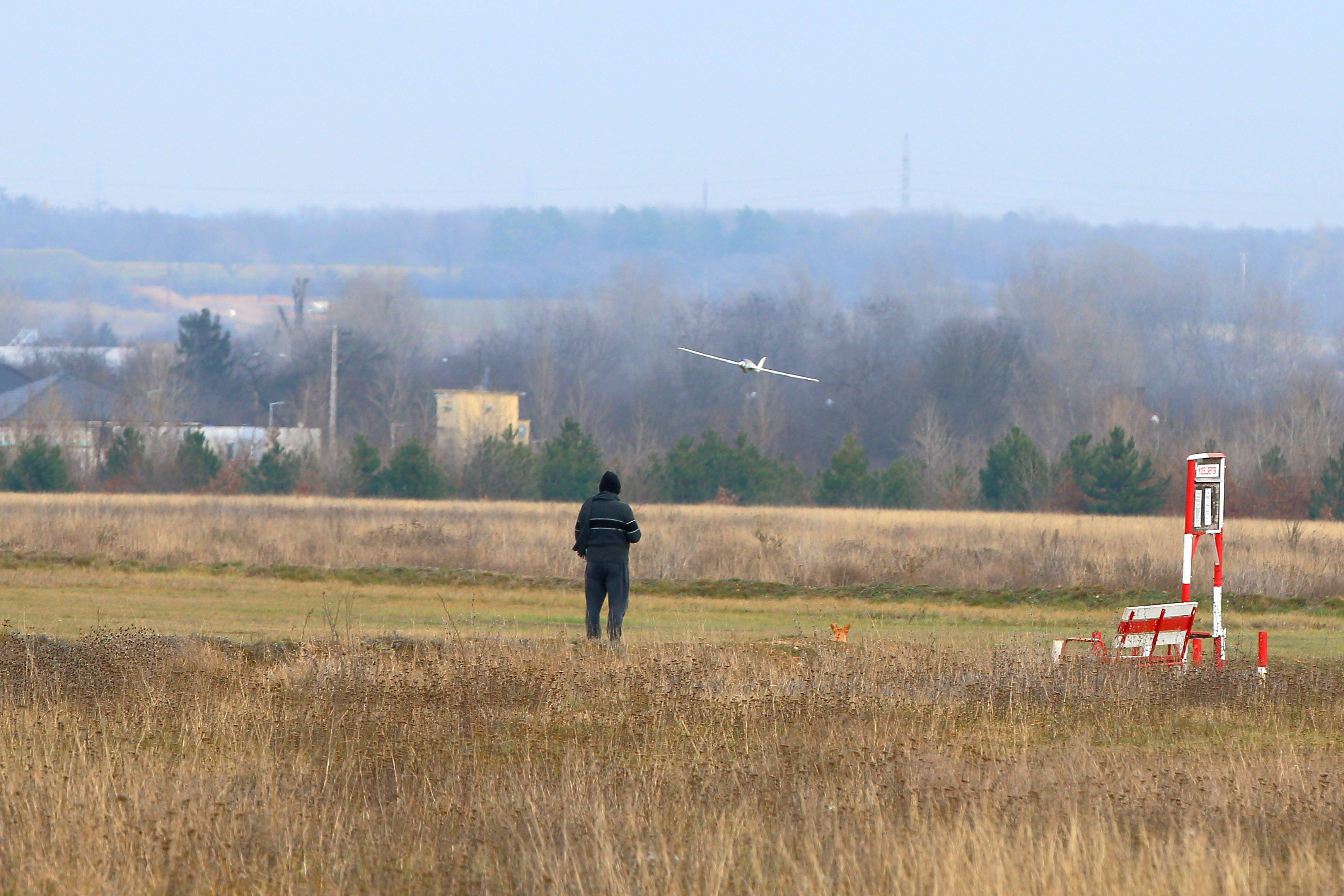
Reptetés a Mátyásföldi modellrepülőtéren, 2021 január

A mátyásföldi repülőtér a Ferihegy irányított közelkörzetén – CTR – belül helyezkedik el, illetve a mátyásföldi mező már ezért sem alkalmas fel- és leszállásra. A rádiótávirányítós repülőmodellek reptetése viszont lehetséges. A számukra kialakított füves futópályát a Mátyásföldi Modellező Baráti Kör (MMBK) sportszakosztály gondozza és működteti.
A repülőtér korábbi felvételi és kiszolgáló épületeit nagyrészt raktározási és kereskedelmi célokra hasznosítják. Bejáratával szemben – ahol az Önkormányzat kedvezményes formában, azaz hosszabb idejű kifizetéssel adta el a vállalkozónak az építkezéshez szükséges telket – magánerőből (Sportország SC) a Magyar Jégkorong Szövetség fejlesztési programjában 2020–2021-ben jégcsarnok épül.

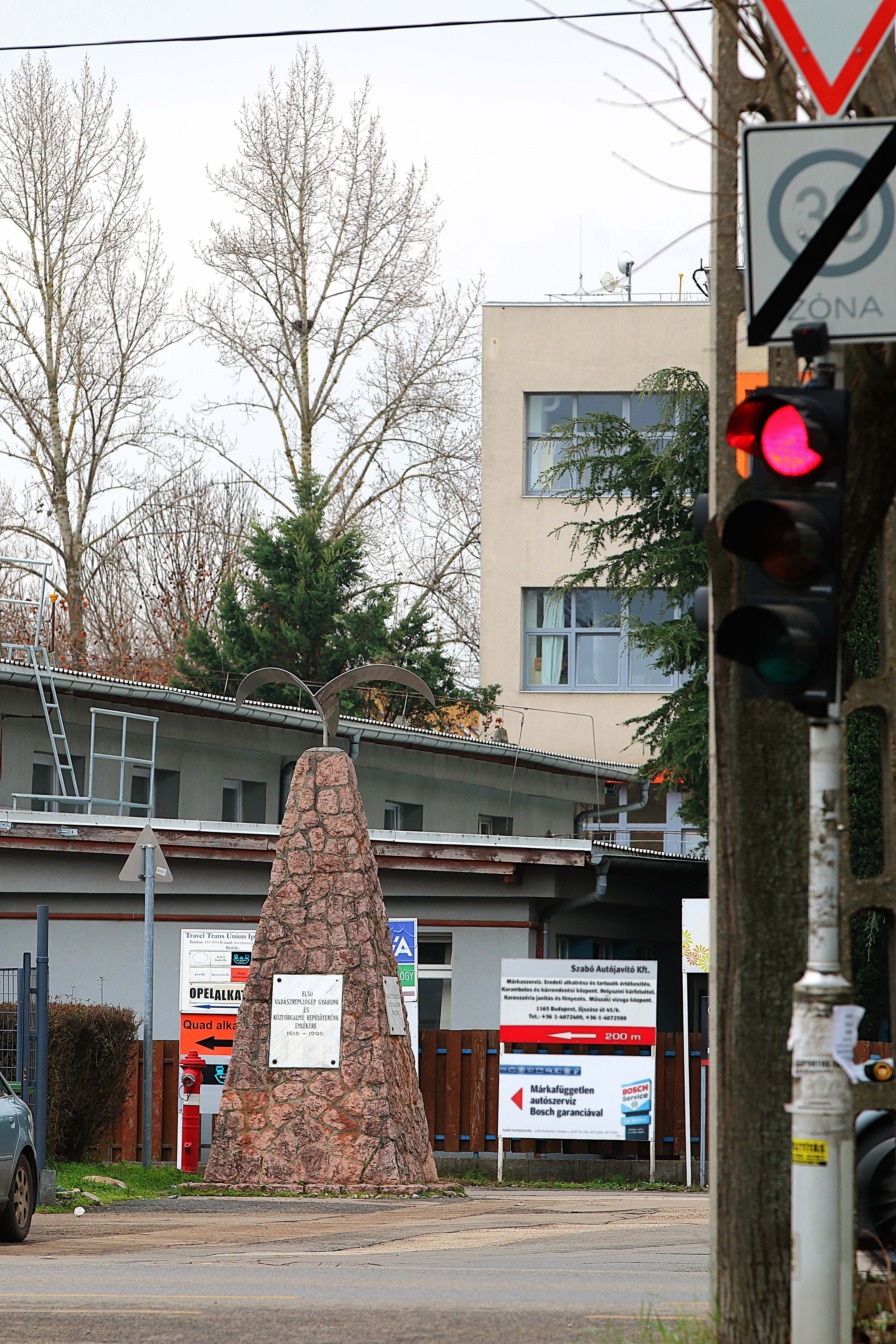
A repülő emlékmű a Pilóta utcából

Az 1990-es évektől a területen időnként futóversenyeket, repülőnapokat tartanak, ahol „igazi” és a kerületi modellezők gépei repülnek. Az emberi jelenlét állandó, Nordic walkingosok, kutyasétáltatók, a közeli lovardák miatt lovasok (lovaglásra, legeltetésre vagy épp kaszálóként), de íjászok is használják.
1996-ban, fennállásának 80 éves évfordulóján, körülbelül a közforgalmú és katonai repülőtér egykori bejáratánál – a Pilóta utcával szemközt –, avatták fel a repülő emlékművet. A mintegy 4 méter magas, vörös terméskőből rakott gúla tetején szétterjesztett szárnyú stilizált madár látható. A frontoldalán az emlékműbe süllyesztett márványtáblán az alábbi felirat olvasható: „Első vadászrepülőgép gyárunk és közforgalmi repülőterünk emlékére 1916-1996.” Oldalán egy – utólag felerősített – kisebb méretű márványtáblán pedig ez áll: „Hálás szívvel emlékezünk az I. és II. Világháború hős pilótáira”. 2017-ben Zsélyi Aladár pilóta- és repülőgép-tervezőnek emléket állító tábla is felkerült az emlékmű hátoldalára.

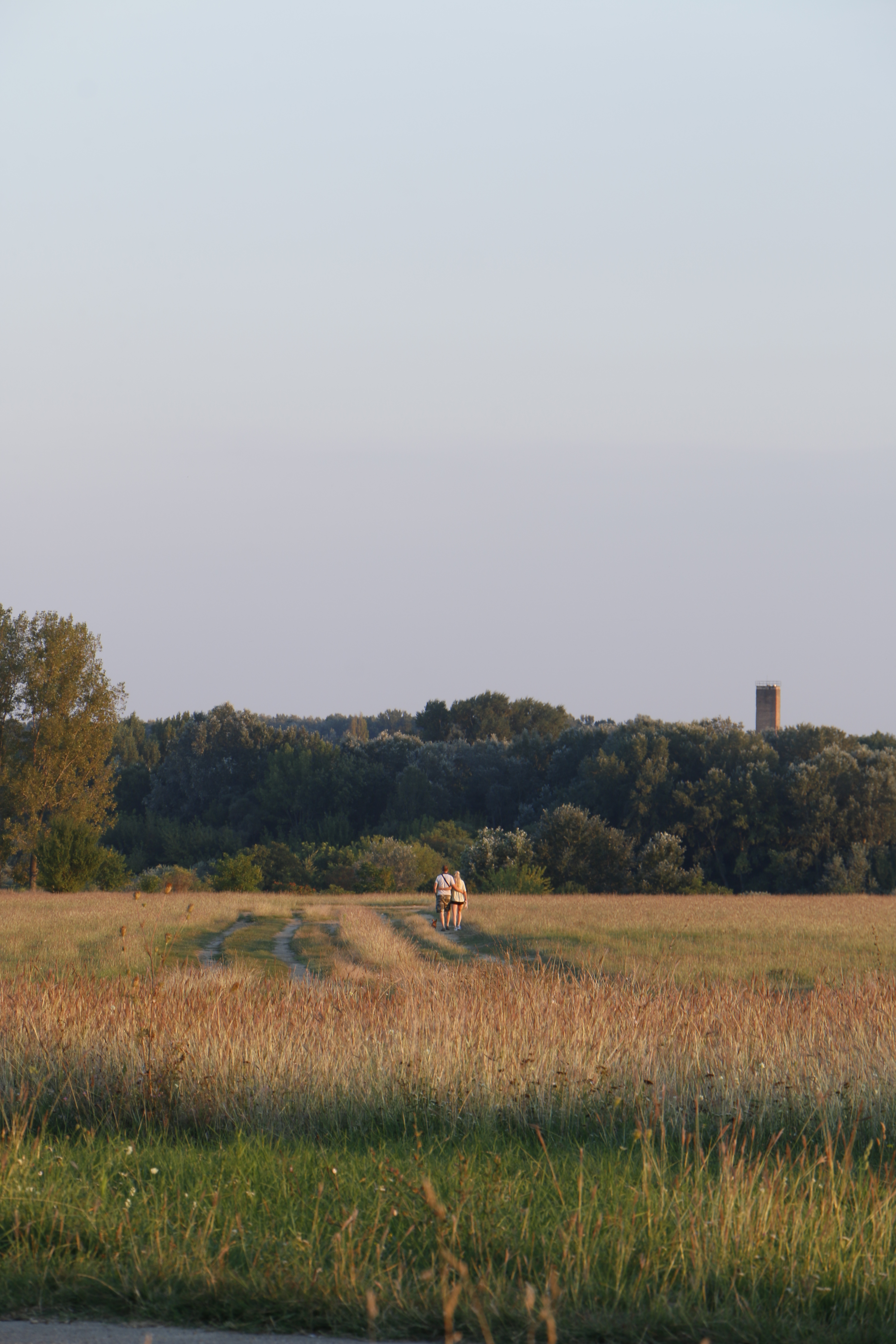
A mátyásföldi reptér 2016-ban Felsőrákos felé

Tradíciója, fekvése és tulajdonviszonyai miatt a repülőtér egykori kifutópálya-területének hasznosítása 2016-ban a XVI. kerület területfejlesztési koncepciójában kiemelt szerepűként szerepelt. A kedvező táji adottságok, és a kialakítható megközelítési lehetőségek – létező vasúti szárnyvonal – lehetőséget teremtenek európai szinten is kiemelkedő jelentőségű, nagy forgalmat vonzó kulturális és rekreációs létesítményegyüttes elhelyezésére. 2017-ben Budapest XVI. kerület Önkormányzata, a Kertvárosi Helytörténeti és Emlékezet Központ, a Magyar Honvédség, a Corvini Domini Egyesület és számos magánszemély összefogásával itt rendezték meg a hazai katonai közforgalmú és sportrepülés centenáriumi megemlékezését. 2020 júniusában a trianoni békeszerződés aláírásának 100. évfordulója alkalmából forgatott Az összetartozás lángjai klipfilmben látható közel 400 fáklyából kirakott Nagy-Magyarország körvonalához a reptér szolgált helyszínként.

#### Természeti adottságok
A reptér területének védetté nyilvánítását először 2017-ben vetette föl egy biodiverzitás köré szerveződő szakmai szervezet. Megtalálhatóak itt a száraz homoki gyepekre jellemző kunkorgó árvalányhajas gyepfoltok, a fehér üröm, és néhány védett növényfaj, mint a homoki árvalányhaj és a kései pitypang, állatok közül pedig a sisakos sáska, illetve egy fokozottan védett (természetvédelmi értéke 250 000 forint) közönséges ürge populáció (ami utóbbi monitorozását a területen a Duna–Ipoly Nemzeti Park Igazgatóság végzi) is. A Főkert a védelemre érdemes természeti értékek között tartja számon. A mellette, már a szomszédos kerületben, Felsőrákosi-rétek néven helyi jelentőségű védett természeti értékű területen a barna rétihéja is megfigyelhető, ezért madarászok is rendszeresen látogatják, a telepített platánállomány között pedig egészen az 1930-as évekig használt úgynevezett nadálytenyésztő vagy piócás gödrök is rejtőznek, amik vizét fúrt kút biztosította. Tanösvénye a reptér mellett elhaladva egy állomáson annak értékeit is bemutatja.
Egy 2021-ben készült a Mátyásföldi repülőtér természeti értékeit felmérő publikáció szerint az élőhely a múltbeli és fennálló folyamatos emberi zavarás miatt kissé degradált, leegyszerűsödött fajkészletű és szerkezetű homoki sztyep vagy pannon homoki gyep, ahol a körülmények ellenére több értékes faj megtalálható, köszönhetően a kíméletes, évente kétszeri kaszálásnak. A területen előforduló homoki erdőssztyepp fajoknak kiemelt jelentőségük lehet a táji szintű diverzitás szempontjából is. A fellelhető értékes védett lágyszárúak (kései pitypang, homoki bakszakáll, pusztai árvalányhaj) mellett a szegélyeken – fátlan élőhely lévén – az őshonos fásszárúak közül is előfordult néhány faj, így például a gyepűrózsa, a fehér nyár egy valószínűleg ültetett állománya, a közönséges mogyoró, a virágos kőris, a korai juhar, a közönséges fagyal, a nagylevelű hárs és az egybibés galagonya. A 2019-es felmérés során a terület a regeneráció korai szakaszában levő közepesen leromlott állapotú, helyenként pedig jellegtelen száraz-félszáraz gyep volt. Élőhelytípus alapján a potenciálisan legveszélyesebb lágyszárú inváziós fajok a selyemkóró, és a magas aranyvessző a nem kaszált foltokban, illetve egy a 2010-es években megjelent szederfaj (Rubus sp.). A fásszárúak közül figyelmet igényel a mirigyes bálványfa, a fehér akác, a közönséges orgona, a keskenylevelű ezüstfa, a tövises lepényfa, illetve a fehér vadgesztenye és a fehér eperfa néhány példánya is előfordult. Állatvilága jóval gazdagabb adottságokat mutat. 20. századi intenzív emberi használatba vétele előtt még jóval gazdagabb kétéltű- és hüllőfauna élt a területen, azonban a folyamatos zavarás és a Rákos-patak szabályozása miatt ezek, mint például feltételezhetően a rákosi vipera, kipusztultak innen. Rovarvilága még pontosabb felmérésre vár. A terület madárfaunája kiemelkedően gazdag. Több, a fővárosban csak ritkán észlelt faj is előfordul, mint a hamvas rétihéja, kékes rétihéja, búbosbanka, cigánycsuk, és átvonuláskor a bíbic, de a közelben fészkel gyurgyalag, fekete harkály, mezei poszáta, valamint a parlagi pityer is. Természetvédelmi szempontból a terület legjelentősebb állattani értéke a közönséges ürge, melyből itt 2020-ban körülbelül 142 egyed élhetett. A repülőtér megmaradt gyep élőhelyének védelme érdekében a tanulmány szerint javasolt egy az idelátogató lakossági használókat tájékoztató tanösvény kialakítása (mellyel csökkenthető lenne az emberi és járműves taposás, a területre káros kutyafuttatási és zöldhulladék-kezelési szokások) is a védetté nyilvánítás mellett.